# Live in Japan (Hot Tuna)
Live in Japan è un album degli Hot Tuna interamente acustico, registrato nel 1997 a Yokohama in Giappone. 
Nel 2004 è stata pubblicata dalla Eagle Records la versione rimasterizzata nella quale i brani "Hesitation Blues", "Candy Man" e "Keep on Truckin'" sono stati sostituiti da "Parchman Farm", "Follow the Drinking Gourd", "Keep Your Lamps Trimmed & Burning" e "Folsom Prison."

## Tracce dell'edizione del 1997
1. Hesitation Blues (Rev. Gary Davis) – 5:33
2. Walkin' Blues (Robert Johnson) – 5:01
3. True Religion (Brano tradizionale, arrangiamento di Jorma Kaukonen) – 5:43
4. Been So Long (Kaukonen) – 3:51
5. Uncle Sam Blues (Brano tradizionale, arrangiamento di Kaukonen) – 5:42
6. Vampire Woman (Funny Papa Smith) – 2:54
7. Candy Man (Davis) – 7:57
8. Let Us Get Together (Davis) – 2:59
9. Third Week in the Chelsea (Kaukonen) – 5:05
10. 99 Year Blues (Julius Daniels) – 7:02
11. Ice Age (Kaukonen) – 6:38
12. San Francisco Bay Blues (Jesse Fuller) – 4:24
13. Mann's Fate (Kaukonen) – 6:08
14. Keep On Truckin' (Brano tradizionale, arrangiamento di B. Carleton) – 4:29

## Tracce della ristampa del 2004
1. Walkin' Blues (Robert Johnson) – 5:16
2. Parchman Farm (Mose Allison) – 5:36
3. True Religion (Brano tradizionale, arrangiamento di Jorma Kaukonen) – 5:19
4. Been So Long (Kaukonen) – 3:52
5. Uncle Sam Blues (Brano tradizionale, arrangiamento di Kaukonen) – 5:11
6. Vampire Woman (Funny Papa Smith) – 2:58
7. Follow the Drinking Gourd (Brano tradizionale, arrangiamento di Kaukonen) – 5:05
8. Keep Your Lamps Trimmed & Burning (Rev. Gary Davis) – 4:19
9. Let Us Get Together (Davis) – 2:59
10. Third Week in the Chelsea (Kaukonen) – 5:05
11. 99 Year Blues (Julius Daniels) – 6:23
12. Ice Age (Kaukonen) – 6:38
13. San Francisco Bay Blues (Jesse Fuller) – 4:25
14. Folsom Prison (Johnny Cash) – 4:03
15. Mann's Fate (Kaukonen) – 6:08

## Formazione
- Jorma Kaukonen – chitarra, voce
- Jack Casady – basso acustico
- Michael Falzarano – chitarra ritmica
- Pete Sears – tastiere
- Harvey Sorgen – batteria, percussioni